# تشارلز إي. مور
تشارلز إي. مور (بالإنجليزية: Charles E. Moore)‏ هو شخصية أعمال أمريكي، ولد في 21 أبريل 1894 في سان بيرناردينو في الولايات المتحدة، وتوفي في 19 يونيو 1953 في سان ماتيو في الولايات المتحدة.